# Otto Neurath
Otto Neurath ([ˈnɔʏʀaːt] Viena, 10 de diciembre de 1882 - Oxford, 22 de diciembre de 1945) fue un filósofo y economista austriaco. Fue miembro del Círculo de Viena.
Otto Neurath estudió en su ciudad natal y luego en Berlín las ciencias matemáticas y la economía, así como la historia y la filosofía doctorándose en 1907 en la Universidad de Berlín. Posteriormente trabajó en el Ministerio de Defensa austríaco, y un año después de concluir la Primera Guerra Mundial (es decir en 1919) fue uno de los ideólogos de la efímera República Soviética de Baviera y obtuvo la habilitación para enseñar en la Universidad de Heidelberg. Se casó con su compañera Anna Schapire con quien corredactó el libro Lesebuch der Volkswirtschtslehre.
Clasificarle es difícil: ha resultado un exponente heterodoxo del marxismo al formar parte de la "izquierda" del célebre Círculo de Viena especializado en los problemas y problematizaciones de la lógica. En el Círculo de Viena rechazó la opinión de que la metafísica pudiera considerarse una especie de epistemología y enfatizó el valor de un positivismo lógico como instrumento científico al considerar la ciencia como un factor de cambio positivo para la humanidad. En tal aspecto se ha implicado en una teoría de la coherencia.
Tras la caída de la R.S. de Baviera regresó a Viena hasta que tuvo que emigrar de allí en 1934 al establecerse el régimen llamado Ständestaaten, emigrando entonces a los Países Bajos tomando por residencia La Haya hasta que, al ser también invadidos los Países Bajos por la Alemania Nazi, Neurath debió tomar refugio en Gran Bretaña (1940) donde dio, hasta su muerte, clases en la Universidad de Oxford.
Además de sus aportes a la lógica y a la economía realizó diseños estadísticos e influyó, junto a Carnap en la semiótica de Charles William Morris.

## Publicaciones
- 1929. Wissenschaftliche Weltauffassung - der Wiener Kreis, Wien: Artur Wolf Verlag. Traducción al castellano: La concepción científica del mundo - El Círculo de Viena, en Otto Neurath, Wissenschaftliche Weltauffassung Sozialismus und Logischer Empirismus, editado por R. Hegselmann, Francfordt del Meno, Suhrkamp, 1995, pp. 81-101. Traducción al castellano completa: La concepción científica del mundo: el Círculo de Viena, en Redes. Revista de Estudios sobre la Ciencia y la Tecnología 18 (2002): 103-149.

## Obras
- Sociología empírica (1931)
- Ciencia Unificada y psicología (1933)
- El desarrollo del Círculo de Viena y el futuro del empirismo lógico (1935)
- Enciclopedia Internacional de la Ciencia Unificada (1938)